# Rheinalleetunnel
Der Rheinalleetunnel ist ein Straßentunnel in der nordrhein-westfälischen Landeshauptstadt Düsseldorf. Er ist eine wichtige Straßenverbindung von und nach Düsseldorf aus Richtung Westen. In Richtung Westen kommt man auf die A52, in Richtung Osten auf die Rheinkniebrücke und in die Innenstadt. Der eigentliche Tunnel ist 650 m lang, mit Ein- und Ausfahrtrampe sind es mehr als ein Kilometer. Der Tunnel wurde im Zeitraum von 1967 bis 1969 erbaut und im Oktober 1969 für den Verkehr freigegeben. Die Baukosten beliefen sich damals auf etwa 39 Millionen D-Mark (in heutiger Kaufkraft etwa 87 Mio. €).
Der Tunnel verfügt über je zwei Fahrspuren pro Röhre, welche eine Breite von jeweils vier Metern haben. Die Notgehwege haben eine Breite von 1,20 Meter (innen) und 0,70 Meter (außen). Die Betriebszentrale befindet sich vor dem Westportal (Düsseldorfer Straße 211). Oberhalb des Tunnels verläuft die Rheinallee mit großflächiger Grünfläche. 2009 wurde der Tunnel zuletzt modernisiert.